# نيك تايلور (لاعب إسكواش)
نيك تايلور (بالإنجليزية: Nick Taylor)‏ هو لاعب إسكواش بريطاني، ولد في 24 ديسمبر 1971 في أولدم في المملكة المتحدة.

## وصلات خارجية
- نيك تايلور على موقع SquashInfo.com (الإنجليزية)